# Джек Медіка
Джек Медіка (англ. Jack Medica; 5 жовтня 1914 — 15 квітня 1985) — американський плавець.
Олімпійський чемпіон 1936 року.